# 御街行
御街行，词牌名。本调上下阕同，共计七十八字。此一词格亦有变体。

## 词牌格式
平平仄仄平平仄，仄仄仄、平平仄。平平仄仄仄平平，仄仄平平平仄。
平平仄仄，平平仄仄，仄仄平平仄。
平平仄仄平平仄，仄仄仄、平平仄。平平仄仄仄平平，仄仄平平平仄。
平平仄仄，平平仄仄，仄仄平平仄。

## 例词
范仲淹
纷纷坠叶飘香砌，夜寂静，寒声碎。真珠帘卷玉楼空，天淡银河垂地。
年年今夜，月华如练，长是人千里。
愁肠已断无由醉，酒未到，先成泪。残灯明灭枕头敧，谙尽孤眠滋味。
都来此事，眉间心上，无计相回避。